# Jean-Baptiste Descamps

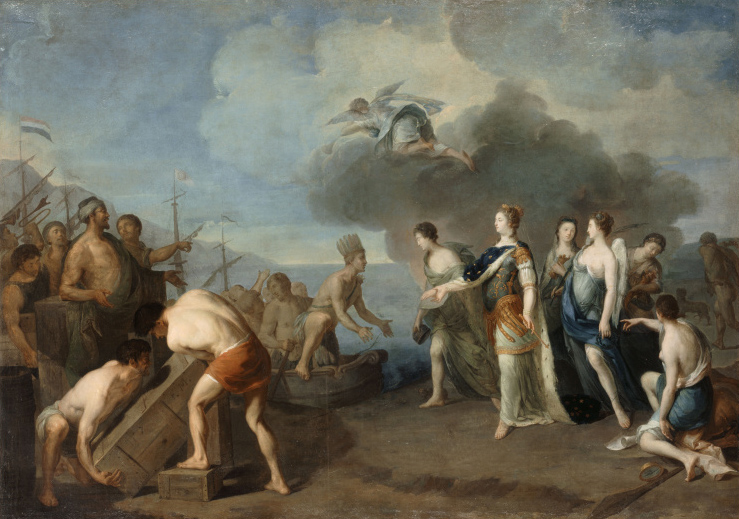
Alegoría del descubrimiento de América, pintura atribuida a Jean-Baptiste Descamps.

Jean-Baptiste Descamps (Dunkerque, Francia, 28 de agosto de 1714 - Ruan, 30 de junio de 1791) fue un pintor y escritor francés.

## Biografía
Jean-Baptiste Descamps nació a Dunkerque, pero vivió principalmente en París. La familia de Descamps se opuso durante mucho tiempo a su vocación por la pintura, aunque le venía de familia, pues su tío materno era el paisajista Louis de Cuyper, quien incluso le dio valiosos consejos. Su padre lo envió dos años a estudiar Humanidades con los jesuitas de Ypres. Tuvo oportunidad incluso de tomar lecciones de dibujo de un pintor. Rechazando la profesión de su padre, huyó a Amberes para continuar sus estudios. Habiendo obtenido un premio de pintura en la escuela de Amberes, volvió a Dunkerque y asistió a la escuela de esta ciudad, dirigida por el dibujante y colorista Bernard. Al cabo de dieciocho meses, realizó un cuadro en el que representaba la gran plaza de Dunkirk, mostrando un teatro rodeado por una multitud de espectadores, cada uno con una postura diferente.
Descamps llegó en 1737 a París y entró en el estudio de Nicolas de Largillière, con quien trabajó en las pinturas conmemorativas de la coronación de Luis XV. Allí pintó una fiesta popular flamenca, un festival de pueblo, que lo hizo distinguirse de Pierre Dulin, un pintor del rey y profesor de la Academia. Tras viajar por Flandes, decidió en 1738, de acuerdo con las solicitudes de Carles Van Loo, ir a Inglaterra para trabajar con su hermano Jean-Baptiste, un pintor de la Corte que tenía muchos encargos y quería un artista joven capaz de salir airoso de detalles como manos, extremidades o cortinas y otros accesorios de sus pinturas. Pero, de pronto, su vida da un giro inesperado. Vuelve a Ruan, donde tenía amigos, como el sabio e ilustrado Le Cornier de Cideville, amigo de Voltaire y enamorado de las artes, que informado de su llegada, lo visitó y lo convenció de que se quedara en Normandía y fijara aquí su futura residencia.
En efecto, instalado en Ruan, Descamps funda una escuela privada de dibujo sobre el modelo de la Royal Dublin Society y con soporte en los filósofos de la Ilustración, una escuela que ofrecía clases gratuitas que posteriormente hizo públicas, de la que fue nombrado director. La escuela habría de tener un papel clave en el desarrollo del arte pictórico de Normandía. Pronto el número de sus alumnos era tan considerable que la vasta habitación que había conseguido para taller no podía contenerlos. La Academia, de la cual era miembro, secundada por algunos amigos de las artes, fijó un precio de 200 francos para esta escuela por mediación del Ayuntamiento. Muchos buenos artistas salieron de esta escuela, que fue muy bien atendida, porque Descamps escribió en 1772: "Trescientos o más alumnos que luchan conmigo no me permiten ausentarme por un momento". También escribió sobre esta escuela una memoria que fue premiada por la Academia Francesa. Su escuela sirvió de modelo para las otras escuelas provinciales que se abrieron en Lyon, Dijon, Marsella u Orleans. La escuela de Descamps trabajaba sobre el modelo de París. La enseñanza es casi la misma: dibujar primero a los maestros, luego del natural, con modelos vivos.
Descamps se casó el 20 de septiembre de 1744 en Ruan con Marie Anne de Mauny. La pareja había tenido dos hijos, en 1741 y 1742.
El estilo de Descamps, aprendido en Flandes, era seguidor de los maestros flamencos. Pronto admiró las obras de sus mejores pintores, como Rubens, Van Dyck, Teniers, Jordaëns, y, fijado en Rouen, resolvió escribir su historia. Una parte importante de su primera obra sobre la Vie des peintres flamands, allemands et hollandais, con numerosos retratos de artistas, apareció entre 1753 y 1763 en París, publicada por Jombert. Dibujó un gran número de estos retratos y fue ayudado por Charles Eisen en esta tarea, pero la atracción principal de este libro es los grabados delicados de estos retratos a los cuales Ficquet prestó su cincel. No hay nada vivo, personal y parecido a estos bellos artistas. El retrato de Van Dyck es considerado una pequeña obra maestra del buen gusto.
En cuanto a la parte literaria del libro, sería bastante débil y las noticias, de creer a Mariette, no muy exactas : 

On s’attendait à trouver, dans les Vies des peintres des Pays-Bas, plus de recherches et plus de critique. Il s’est borné à traduire en français, tant bien que mal, ce que Van Mander, Houbraken et les autres auteurs flamands avaient écrit en leur langue, et, s’il y a fait quelques additions, elles ne regardent que les peintres avec lesquels il a vécu, et auxquels il prodigue des éloges peu mérités. Il faut d’ailleurs le lire avec précaution, car il a fait bien des fautes et même d’assez lourdes méprises.

"Se esperaba encontrar, en las vidas de los pintores de los Países Bajos, más investigaciones y más críticas. Se limitó a traducir al francés, lo mejor que pudo, lo que Van Mander, Houbraken y otros autores flamencos habían escrito en su idioma, y si había alguna adición, sólo miraban a los pintores con que él ha vivido, ya quien él prodiga las alabanzas inmerecidas. Además, debe leerse con cautela, pues ha cometido muchos errores e incluso algunos malentendidos. "

En su Voyage pittoresque de la Flandre et du Brabant, que también enriqueció con unas cuantas planchas, publicado en 1769, elaboró una detallada clasificación de las pinturas, esculturas y obras de arte que observó durante su peregrinaciones; él marca una estrella con las que él piensa es más probable interesar a sus lectores y les agrega un mapa plegable y un horario de coches públicos. «Sólo Italia -dice en su prefacio- puede prevalecer sobre las riquezas de las iglesias de Flandes. El prefacio a la segunda edición del Viaje, publicado en 1838, deploró la desaparición de muchas obras descritas por Descamps, llevadas en la agitación de la Revolución y la invasión napoleónica.
Descamps es nombrado académico en 1764. El acto solemne de acogida en la Academia tuvo lugar el 7 de abril de 1764, en el que Descamps presenta Cauchoise dans une cuisine, obra marcada por el naturalismo y la influencia de Chardin et de Greuze. Otras pinturas de Jean-Baptiste Descamps se conservan en los museos de Bellas Artes de Ruan y Dunkerque. Diderot no las apreciaba mucho, encontrando que pintaba pesado y gris; le aconseja mantener sus pinturas en su estudio y mostrarlas a sus amigos en contadas ocasiones. Chardin dijo de la pintura de Descamps que era "la obra de un hombre literario".

## Obras publicadas
- La Vie des Peintres Flamands (1753)
- Le Voyage Pittoresque (1769)

A través de estas obras que renovó el interés en los Primitivos flamencos, especialmente Hans Memling y Jan van Eyck. También tuvieron el efecto adverso de ser utilizado por el Ejército Revolucionario Francés, quien después de su invasión de Flandes el 1790, seleccionó las mejores pinturas para su transporte al Musée Central des Artes, del Louvre, en París.

## Alumnos
| - Michel Duplessis - Charles Eschard - François Godefroy - François Gonord - Étienne de La Vallée-Poussin - Charles Le Carpentier - Noël Le Mire - Jean-Jacques-André Le Veau - Anicet Charles Gabriel Lemonnier | - Guillaume Guillon Lethière (1760-1832) - Jean-Baptiste Deshays de Colleville - Robert Strange - Jean-Jacques Le Barbier - Jean-Pierre Houël - Jacques-Antoine-Marie Lemoine - Jean-Jacques Lequeu - Jacques-Henri Bernardin de Saint-Pierre |